# Воронине (Сумський район)
Воро́нине — село в Україні, у Ворожбянській міській громаді Сумського району Сумської області. Населення становить 154 особи. Колишній орган місцевого самоврядування — Кальченківська сільська рада.

## Географічне мсцезнаходження
Село Воронине розташоване неподалік від витоків річок Вижлиця та Куянівка. Примикає до села Кальченки, на відстані 2 км розташовані села Крижик, Червоне, Павлівське та Ващенки (село ліквідоване у 1994 році).
Поруч проходить вузькоколійна залізнична гілка. Через село пролягає автомобільний шлях Т 1904.

## Назва
На території України 2 населених пункти із назвою Воронине.

## Населення

### Мова
Розподіл населення за рідною мовою за даними перепису 2001 року:
| Мова       | Кількість | Відсоток |
| ---------- | --------- | -------- |
| українська | 148       | 96.1%    |
| російська  | 6         | 3.9%     |
| Усього     | 154       | 100%     |

## Історія
- Село постраждало внаслідок геноциду українського народу, проведеного урядом СРСР 1923—1933 та 1946–1947 роках.
- 12 червня 2020 року, відповідно до розпорядження Кабінету Міністрів України № 723-р «Про визначення адміністративних центрів та затвердження територій територіальних громад Сумської області», село увійшло до складу Ворожбянської міської громади[2].
- 19 липня 2020 року, в результаті адміністративно-територіальної реформи та ліквідації Білопільського району, село увійшло до складу новоутвореного Сумського району[3].